# Acetato de cromo (II)
El acetato de cromo (II), también conocido como acetato cromoso, es el compuesto de coordinación (o complejo metálico) con la fórmula Cr2(CH3CO2)4(H2O)2. Esta fórmula se abrevia comúnmente como Cr2(OAc)4(H2O)2. Este compuesto presenta un color rojizo y un enlace cuádruple. Existe en la forma de dihidrato y anhidro.

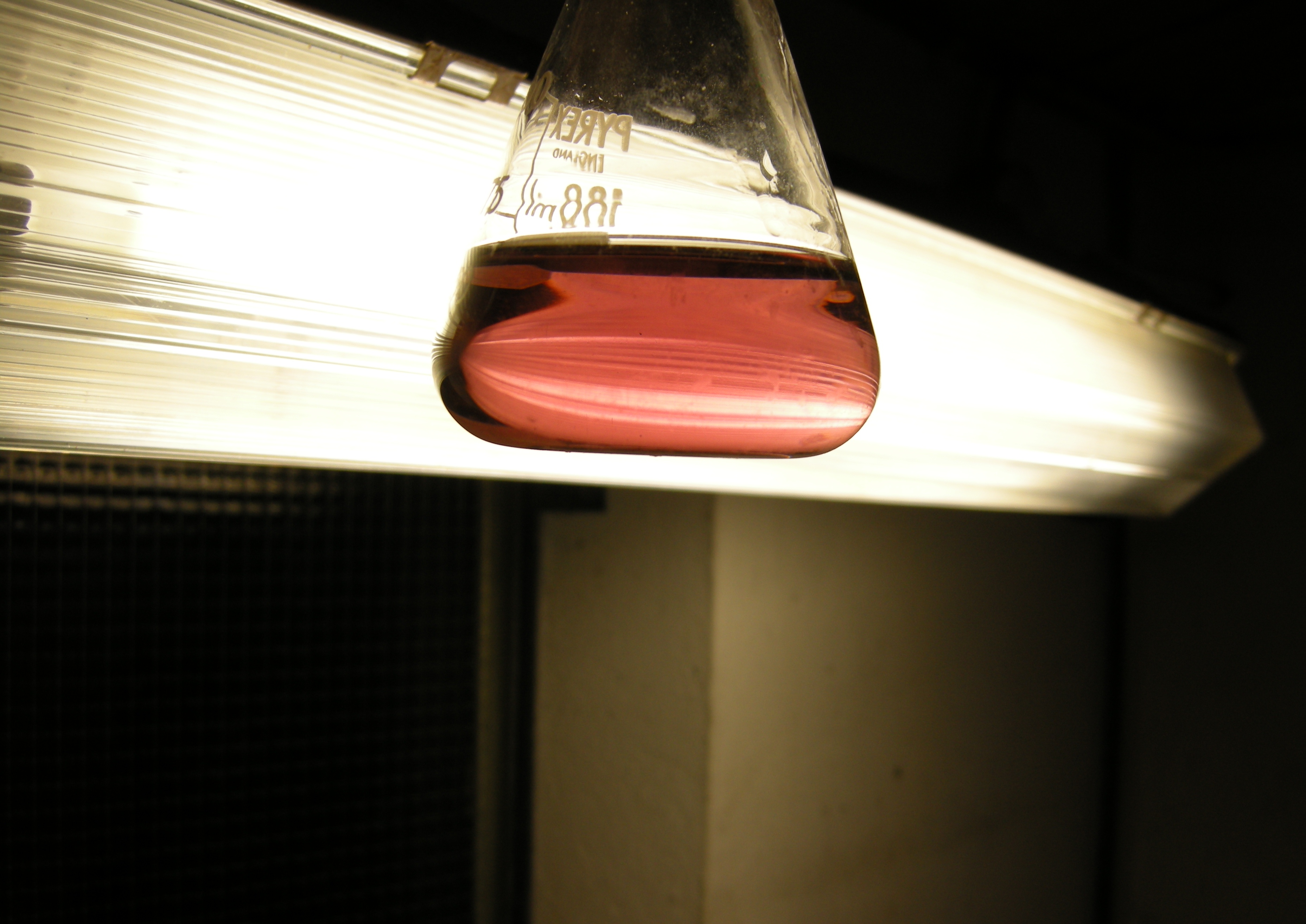
Acetato de cromo (II) en solución acuosa